# Monastero di San Giorgio Maggiore
Il monastero di San Giorgio Maggiore (San Zorzi Mazór in veneziano) si trova sull'isola di San Giorgio Maggiore, di fronte a piazza San Marco a Venezia. Parte del complesso è la celebre basilica di Andrea Palladio. Attualmente è sede della Fondazione Giorgio Cini.

## Storia

### La fondazione
Quando nel 982 l'isola Memmia, dal nome della famiglia Memmo, venne donata dal doge Tribuno Memmo ad un monaco benedettino, Giovanni Morosini, questi decise di costruire un monastero adiacente alla piccola chiesa già esistente. Proprio qui il doge Memmo visse da monaco fino alla morte, dopo aver abdicato a seguito di una rivolta di piazza.

### Il prestigio
Il Morosini fu il primo abate del monastero, ed ebbe fra i suoi scolari San Gerardo Sagredo vescovo e martire, che col nome di Gellert convertì i magiari al Cristianesimo. Grazie alle abbondanti donazioni il monastero crebbe con gli anni a tal punto da divenire uno dei maggiori centri europei in campo teologico, culturale, artistico.
Qui, nel 1177, papa Alessandro III e il Barbarossa chiesero di sostare durante lo storico incontro promosso dal Doge Sebastiano Ziani (che ebbe poi sepoltura nel monastero). Nel 1223 un devastante terremoto lo danneggiò gravemente; nel 1229 vi venne sepolto anche il doge Pietro Ziani e nel 1433 il monastero accolse Cosimo de' Medici il vecchio in esilio da Firenze, che vi fondò una biblioteca.
Tra il 1560 ed il 1562 furono eseguite opere grandiose: il refettorio di Andrea Palladio e l'immensa tela che doveva poi ornarlo: Le nozze di Cana di Paolo Veronese. Fu tale l'opera del Palladio che ottenne di rimodernare anche la chiesa; più tardi progettò un notevole chiostro, detto poi "Palladiano".
Sotto la direzione di Baldassare Longhena si realizzarono nel 1643 lo scalone d'onore, nel 1652 la nuova facciata del monastero, nel 1657 il noviziato, nel 1677 l'infermeria, nel 1680 la foresteria. Fu un'inesauribile fabbrica di lavori, per anni venne sempre ammodernato.

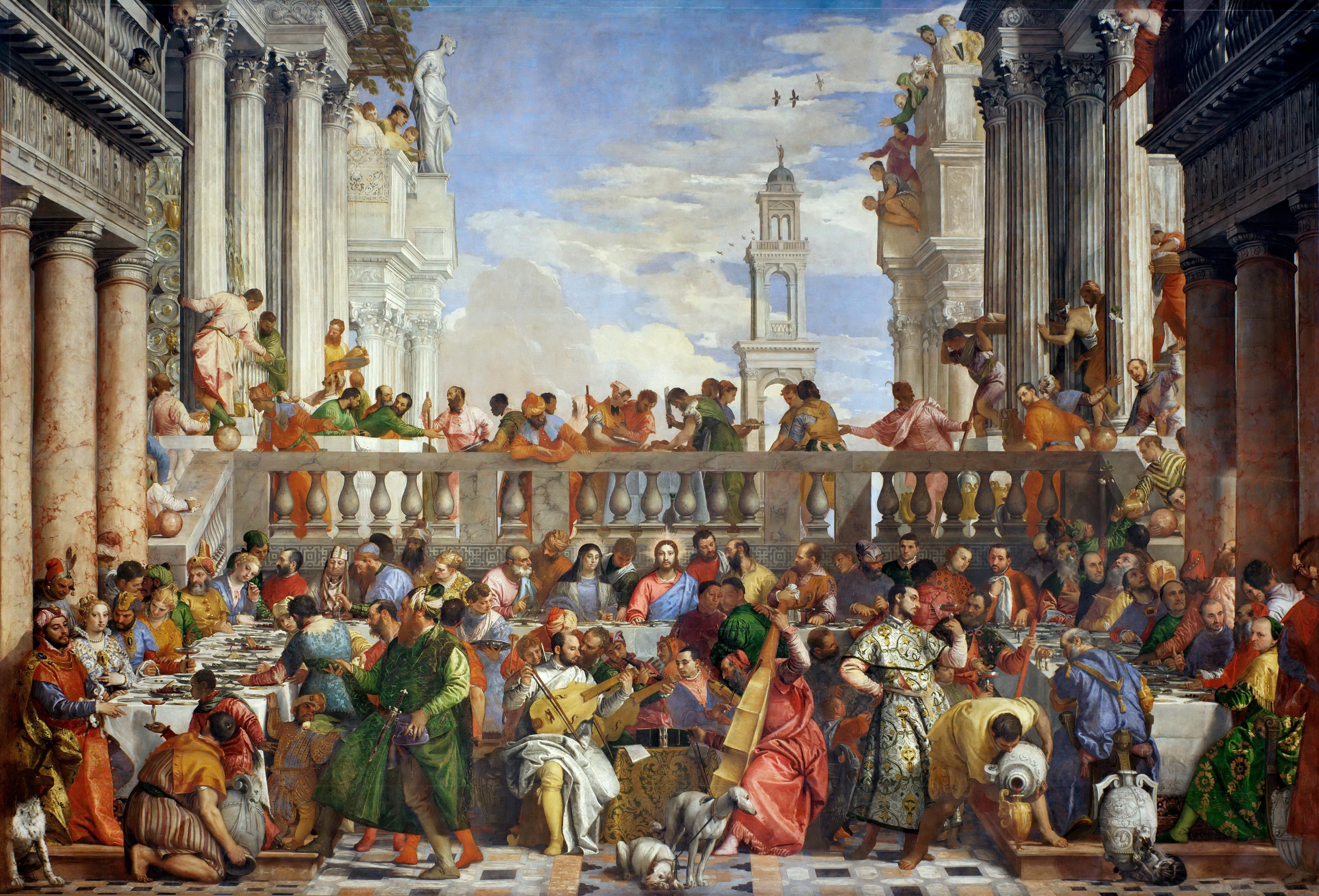
Nozze di Cana, Veronese, Louvre

Alla caduta della Repubblica, nel 1797, il monastero fu privato delle opere più importanti, fra cui Le nozze di Cana, che Napoleone fece portare a Parigi ed ora esposto al Museo del Louvre tra le altre opere oggetto di furti napoleonici. Ora nel refettorio è possibile ammirarne una copia.
L'importanza del monastero era ancora tale che nel 1800, durante l'occupazione di Roma da parte dell'esercito francese, vi si tenne il conclave in cui fu eletto papa Pio VII. I cardinali si riunivano nel "Coro notturno" (o "Coro invernale"), dove è tuttora esposta la notevole tela San Giorgio che uccide il drago di Vittore Carpaccio.

### Il declino
Nel 1806 il monastero fu soppresso dalle leggi napoleoniche, e molti dei beni rimasti andarono venduti o rubati. Solamente pochi monaci ottennero di restare per amministrare la basilica, mentre il monastero diventava deposito d'armi. Durante le spoliazioni napoleoniche, il monastero fu soppresso quasi completamente e le opere d'arte ivi conservate, tra le quali le famose nozze di Cana del Veronese spedite al Louvre. Rimase un presidio militare anche sotto i governi dell'Impero austro-ungarico e del Regno d’Italia, andando incontro ad un drammatico deperimento.

### Il recupero
Grazie alla Fondazione Giorgio Cini (fondazione culturale voluta e ideata dal conte Vittorio Cini a cui il governo italiano affidò in concessione nel 1951 gran parte degli spazi del monastero) il complesso architettonico è tornato ad ospitare importanti eventi culturali.
Nel giardino del monastero si trova un labirinto, realizzato nel 2011, che s'ispira al racconto Il giardino dei sentieri che si biforcano scritto da Jorge Luis Borges.